# Michał Andrzejkowicz-Butowt
Michał Andrzejkowicz-Butowt (zm. 1861) – uczestnik spisku Konarskiego. 
W latach 30. XIX wieku zesłany został na Kaukaz. Należał do grupy zesłańców polskich piszących, zwanych "Szkołą Kaukaską". Zbierał również materiały etnograficzne. W czasie wieloletniego pobytu na Kaukazie (był tam jeszcze w 1845) poznał dobrze Dagestan, Gruzję i Azerbejdżan. Najdłużej przebywał w Tbilisi i w Temir-Chan-Szura w pobliżu Morza Kaspijskiego. 
Napisał: "Szkice Kaukazu" (Athenaeum, 1842, t. 2), "Derbent" (Athenaeum, 1845, t. 2) i oddzielnie wydanie dwutomowe "Szkice Kaukazu" (Warszawa 1859). 